# NOS1AP
NOS1AP‏ (Nitric oxide synthase 1 adaptor protein) هوَ بروتين يُشَفر بواسطة جين NOS1AP في الإنسان.